# Kế hoạch 571

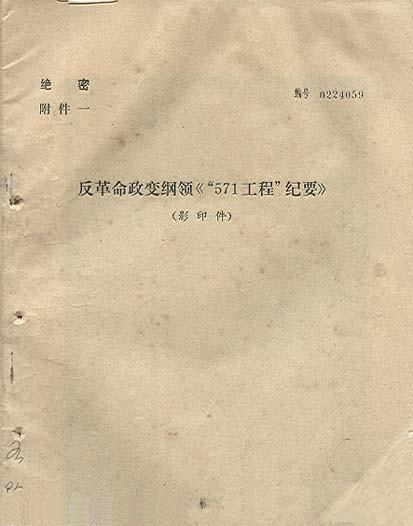
Bản sao của《 kế hoạch 571 》

《 “Kế hoạch 571” 》 là một bản kế hoạch của Lâm Lập Quả và những người khác vào ngày 23/3/1971 nhằm lật đổ địa vị thống trị của Mao Trạch Đông bằng khởi nghĩa vũ trang. Trong lúc văn kiện Sự kiện Lâm Bưu đã bị đương cục và trung ương Trung Cộng tịch thu, sau đó đã truyền đạt lại cho nhân dân toàn quốc vào năm 1972 .

## Giản yếu
Vào ngày 21 tháng 3 năm 1971, con của Lâm Bưu là Lâm Lập Quả cùng với Chu Vũ Trì , Vu Tân Dã , Lý Vĩ Tín lập mật mưu tại Sở bí mật Thượng Hải . Họ đã phân tích tình hình và nhận rằng trong phạm vi toàn quốc, thế lực quyền lực của Lâm Bưu đang chiếm ưu thế tuyệt đối, nhưng có khả năng dần dần suy yếu. “ Lực lượng văn nhân” (Trương Xuân Kiều và Diêu Văn Nguyên đẳng) đang phát triển, xu thế phát triển tất yếu là Trương Xuân Kiều là người có khả năng thay thế Lâm Bưu nhiều nhất.
Họ đã nghiên cứu vấn đề"kế vị"của Lâm Bưu và tin rằng có ba khả năng: Thứ nhất, Lâm Bưu sẽ “kế vị hòa bình”, thứ hai là Lâm Bưu “bị cướp quyền kế vị”, ba là Lâm Bưu “được kế vị trước thời hạn”. Họ đề xuất hai biện pháp: loại bỏ nhóm của Trương Xuân Kiều, bảo trì địa vị “Thủ trưởng”, sau đó quá độ hòa bình; hoặc trực tiếp ám sát Mao Trạch Đông , nhưng Mao Trạch Đông ảnh hưởng lớn, uy tín cao, và hậu quả chính trị khó mà lường trước được, nên ưu tiên khả năng không ám sát. Họ đồng ý tranh thủ “quá độ hòa bình” và chuẩn bị “nổi loạn ”. Đầu tiên chuẩn bị hai sự kiện: viết kế hoạch và để Không quân xây dựng một"đội giảng dạy". Lâm Lập Quả xác định danh xưng kế hoạch là  “571". (“571” trong tiếng Trung đồng âm với “khởi nghĩa vũ (trang) ”)
Từ ngày 23 đến 24 tháng 3 năm 1971, Vu Tân Dã chấp bút 《 Bản thảo “Kế hoạch 571” 》, và bản thảo sau đó đã bị tịch thu. Căn cứ theo 《 Bản thảo 》thì Lâm Lập Quả và những người khác đã lên kế hoạch tổng cộng tám cách để giết chết Mao Trạch Đông, bao gồm oanh tạc hỏa xa hoặc cầu đường sắt , sử dụng súng phun lửa , và ám sát trực tiếp bằng súng ngắn .

## Các ám hiệu được sử dụng trong bản sao của kế hoạch 571

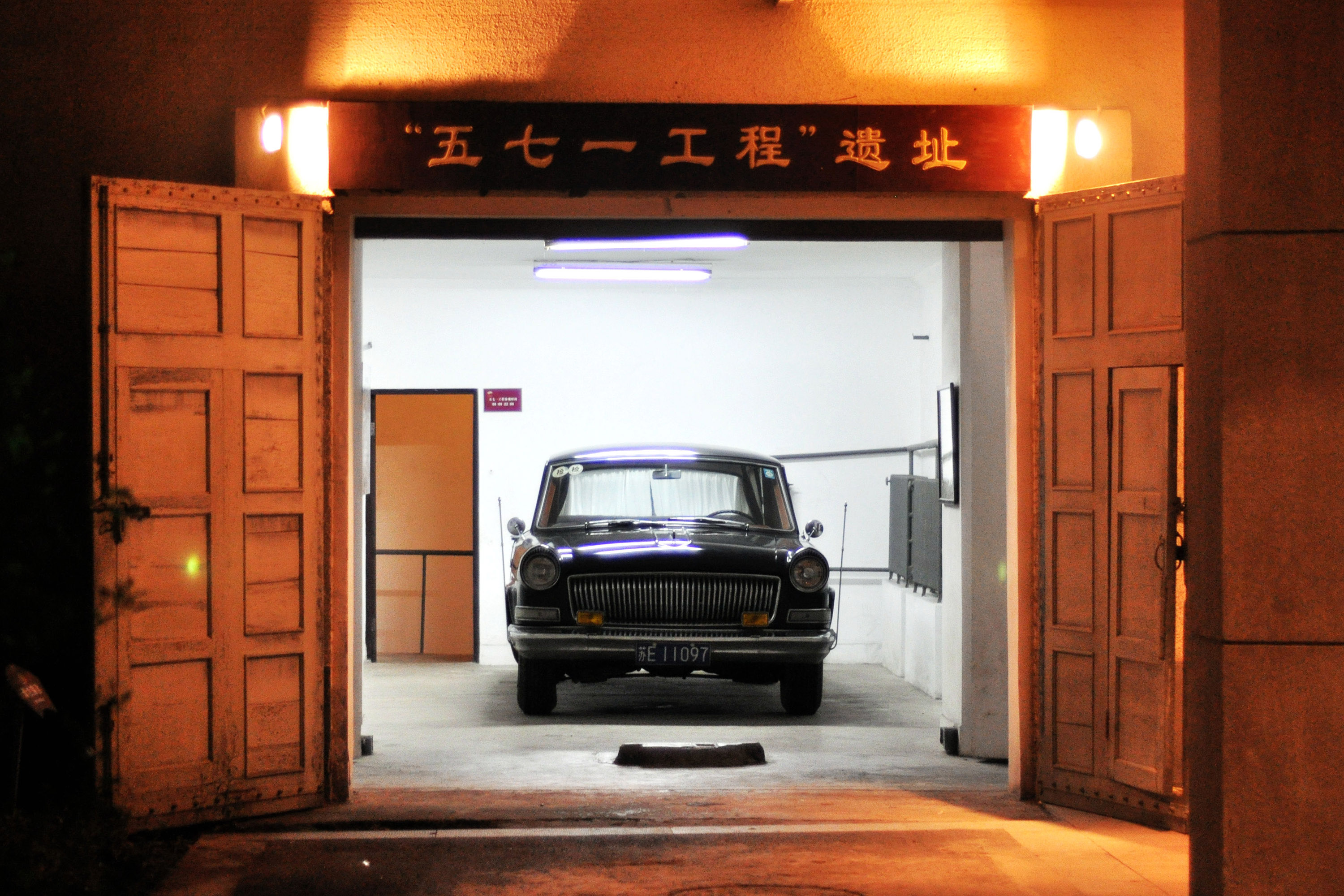
Khách sạn Nam Viên ở Tô Châu được công nhận là “di chỉ kế hoạch 571”.

- 9.2: Chỉ Hội nghị Lư Sơn lần thứ 3 , công khai hóa sự tranh giành giữa Mao và Lâm.
- B-52: Ban đầu chỉ máy bay oanh tạc B52, do đó cho thấy Mao Trạch Đông có thái độ thân Mỹ , từ này cũng ám chỉ Mao Trạch Đông.
- Chiến hạm chủ lực của địch : Chỉ thân tín của Mao Trạch Đông.
- Tác gia phái Tờ-rốt-kít: Chỉ Trương Xuân Kiều, Diêu Văn Nguyên và những người khác.
- Vương, Trần, Giang: Chỉ Vương Duy Quốc , Trần Lệ Vân , Giang Đằng Giao (thân tín của mình cá nhân Lâm Bưu).
- Kế hoạch 01: Chỉ một loại máy thu phát do Lâm Lập Quả chủ trì thiết kế.
- Đảo Giang Điền: Trụ sở của Học viện Hải quân Nhật Bản, nơi chuyên môn huấn luyện tinh thần võ sĩ đạo của tử sĩ Nhật Bản.
- “Không thành công cũng thành nhân”: Cổ ngữ, được Tưởng Giới Thạch sử dụng để dạy cho các cán bộ kháng Nhật .

## Ảnh hưởng tương quan
Những lời phê phán đối với Mao Trạch Đông trong biên bản 571 đã bị làm lơ và thường được cho là có lực sát thương cực đại đến hình tượng của chính Mao. Bởi vì điều này, có sự bất đồng ý kiến khác nhau trong Cục Chính trị Trung Cộng về việc có nên ban hành biên bản này hay không. Mao Trạch Đông đã bất chấp sự can ngăn của Chu Ân Lai và những người khác và khăng khăng đòi công bố toàn văn biên bản . Bất kể động cơ của ông là gì, biên bản này đã đóng một tác dụng khai sáng và khách quan trong việc hé lộ câu chuyện bên trong của Cách mạng Văn hóa , và ảnh hưởng tiềm tại của nó là rất sâu rộng.
Vài năm sau, ngôn ngữ tương tự văn tự đã xuất hiện trong một bài thơ liên quan khi phong trào ở Quảng trường Thiên An Môn tên là “Tứ ngũ” diễn ra vào đầu tháng 4 năm 1976. Như một bài thơ nổi tiếng đương thời trên Quảng trường Thiên An Môn đã viết vào thời điểm đó: “Trung Quốc dĩ bất thị quá khứ đích Trung Quốc, nhân dân dã bất thị ngu bất khả cập, Tần Hoàng đích xã hội phong kiến dĩ nhất khứ bất phản liễu, ngã môn tín ngưỡng Mã Liệt chủ nghĩa, ngã môn tín ngưỡng Mã Liệt chủ nghĩa, ngã môn yếu đích thị chân chính đích Mã Liệt chủ nghĩa. Nhượng na ta yêm cát Mã Liệt chủ nghĩa đích tú tài môn, kiến quỷ khứ ba!” ("Trung Quốc không còn là Trung Quốc trong quá khứ, và người dân không ngu ngốc như xưa. Xã hội phong kiến do Tần Thủy Hoàng sáng lập đã biến mất. Chúng tôi tin tưởng vào chủ nghĩa Mác-Lênin, chúng tôi luôn tin tưởng vào chủ nghĩa Mác-Lênin, chúng tôi muốn biết Chủ nghĩa Mác - Lênin chính xác là gì. Hãy để những kẻ xuyên tạc chủ nghĩa Mác - Lênin xuống địa ngục đi!") Bài thơ này rõ ràng bị ảnh hưởng bởi"Biên bản Kế hoạch 571"từ tư tưởng đến lối viết.
Con của Trần Nghị là Trần Tiểu Lỗ sau đó đã bình luận: “Hiện tại càng nghiên cứu kỹ ‘Biên bản Kế hoạch 571 ’ thì ta lại càng phải đánh giá cao tính minh xác của nó……‘Biên bản Kế hoạch 571 ’ đương thời được truyền đạt tới mọi cá nhân ở cấp cơ sở. ‘ Biên bản ’ đề xuất nhiều vấn đề, thực tế đương thời đã chỉ ra cái gọi là ‘ đường lối cách mạng của Mao Chủ tịch ’, là tệ bệnh của ‘ Cách mạng văn hóa ’. Những luận cứ mà nó sử dụng, đương thời đều là những ngôn luận của ‘ phái hữu ’, nhưng hiện tại lại có tính chính xác cao. Sau đó người ta đã phê phán ‘ Tứ nhân bang ’ như cách giống như những gì biên bản đã tố cáo. Do đó, hiện tại ‘Biên bản Kế hoạch 571 ’ giờ đã biến thành ‘ văn kiện tuyệt mật ’, và không thể lưu hành bên ngoài.” 

### Trích dẫn
1. ↑  "trung cộng trung ương quan vu tổ chức truyện đạt hòa thảo luận 《 phấn toái lâm trần phản đảng tập đoàn phản cách mệnh chính biến đích đấu tranh (tài liêu chi nhị) 》 đích thông tri cập tài liêu". Bản gốc lưu trữ ngày 26 tháng 8 năm 2019. Truy cập ngày 5 tháng 7 năm 2020.
2. ↑  trung cộng trung ương văn hiến nghiên cứu thất (2006). mao trạch đông truyện (1949－1976). Beijing: trung ương văn hiến xuất bản xã, bắc kinh, 2003.
3. ↑  "［ văn cách phóng đàm ］ "Ngũ thất nhất công trình kỷ yếu": Văn cách trung tối trọng yếu đích nhất cá văn kiện". pháp quảng (bằng tiếng Simplified Chinese). ngày 23 tháng 10 năm 2016. Truy cập ngày 5 tháng 12 năm 2018.
4. ↑  bổn báo công nông binh thông tấn viên, bổn báo ký giả (1976). thiên an môn quảng tràng đích phản cách mệnh chính trị sự kiện. nhân dân nhật báo: bắc kinh, 1976 niên 4 nguyệt 8 nhật.
5. ↑  trần nghị chi tử thống thuyết “Cách mệnh gia sử” (trần tiểu lỗ khẩu thuật), mễ hạc đô chủ biên 《 hồi ức dữ phản tư —— hồng vệ binh thời đại phong vân nhân vật 》